# 湯森群島
湯森群島（英語：Thomsen Islands）是南極洲的群島，位於雷諾島以西，處於斯皮爾許奈德角西南面3.7公里，屬於比斯科群島的一部分，在1957年被繪入阿根廷地圖，現時由南極條約體系管理。